# Mikołaj Wilczek
Mikołaj starszy Wilczek z Dobrej Zemicy i Hulczyna (zm. 1664) – marszałek ziemski Księstwa Cieszyńskiego w latach 1636–1659, właściciel Kończyc Wielkich.
Poślubił Barbarę Bludowską, siostrę Fryderyka.